# Quercus cantabrica
Quercus cantabrica är en bokväxtart som beskrevs av Carlos Vicioso Martinez. Quercus cantabrica ingår i släktet ekar, och familjen bokväxter. Inga underarter finns listade.